# Shang-Chi
Shang-Chi (/ˌʃɑːŋ ˈtʃiː/ SHAHNG-CHEE), també conegut com Master of Kung Fu (Mestre del Kung Fu) i Brother Hand (Germà mà) és un superheroi que apareix en còmics estatunidencs publicats per Marvel Comics. El personatge va ser creat per l'escriptor Steve Englehart i l’artista Jim Starlin, sent presentat a Special Marvel Edition nº15 (data de portada desembre de 1973) a l'edat del bronze dels còmics, i protagonitzant el seu propi títol en solitari fins al 1983, continuant la sèrie esmentada amb un canvi de títol. Shang-Chi és competent en nombrosos estils de wushu tant desarmats com basats en armament, inclòs l’ús del gùn, nunchaku i jian.
Shang-Chi es va derivar de la propietat amb llicència del novel·lista Sax Rohmer com a fill desconegut del malvat de ficció Fu-Manxú (Fu Manchu a l'original). En les edicions posteriors, la seva connexió amb Fu va minimitzar després que Marvel perdés els drets de còmic sobre el personatge d'aquest últim, al que se li va canviar el nom per poder-lo utilitzar, tot i que en menor mesura.
Shang-Chi fa el seu debut en directe a l'Univers Cinemàtic Marvel a la seva pròpia pel·lícula independent Shang-Chi and the Legend of the Ten Rings, prevista per estrenar-se el 3 de setembre de 2021. L'interpreta l’actor xinès-canadenc Simu Liu.

## Història de la publicació
El personatge va ser concebut a finals del 1972. Marvel Comics havia desitjat adquirir els drets per adaptar la sèrie de televisió Kung Fu, però el propietari del programa, Warner Communications, propietari també del principal rival de Marvel, DC Comics, li va denegar el permís. En lloc d'això, Marvel va adquirir els drets de còmic del Dr. Fu Manchu, el malvat de les revistes pulp de Sax Rohmer. Van desenvolupar Shang-Chi, un mestre del kung fu, que va ser presentat com un fill desconegut de Fu Manchu. Tot i ser un personatge original, molts dels personatges secundaris de Shang-Chi (sobretot Fu Manchu, Sir Denis Nayland Smith, Dr. James Petrie i Fah Lo Suee) eren creacions de Rohmer. Cap personatge de la sèrie Kung Fu no va ser inclòs a la sèrie de còmics, tot i que el personatge Lu Sun, en un número inicial, té una gran semblança amb Kwai Chang Caine amb l’afegit d’un bigoti. Amb l’artista Paul Gulacy, l’aspecte visual de Shang-Chi es va modelar segons el de Bruce Lee.
Shang-Chi va aparèixer per primera vegada a Special Marvel Edition nº 15 publicat el 4 de setembre de 1973 (amb data de portada desembre de 1973) de Steve Englehart i Jim Starlin. Va aparèixer de nou al número 16, i amb el número 17 (abril de 1974) el títol es va canviar per The Hands of Shang-Chi: Master of Kung Fu. Enmig de la moda de les arts marcials als Estats Units als anys setanta, el còmic es va fer molt popular i va sobreviure fins al número 125 (juny de 1983), una etapa que va incloure quatre números Giant-Size (de mida gegant referit al número de pàgines) i un anual. Special Colletor's Edition nº 1 (1975), amb el títol "Savage Fists of Kung Fu", va reimprimir històries de The Deadly Hands of Kung Fu nº 1-2; The Deadly Hands of Kung Fu Special nº 1 i Special Marvel Edition nº 15. Va fer diversos encreuaments amb altres artistes marcials de Marvel, incloent el White Tiger, Iron Fist i les Daughters of the Dragon (Colleen Wing i Misty Knight). Va aparèixer regularment al magazine en blanc i negre The Deadly Hands of Kung Fu.
Shang-Chi va comptar amb dues sèries posteriors: Master of Kung Fu: Bleeding Black one-shot (1990) i la minisèrie del segell MAX Master of Kung Fu: Hellfire Apocalypse (2002) amb l’artista Paul Gulacy com artista de nou. El personatge va tenir dues històries a la sèrie d’ antologia de còmics Marvel Comics Presents, inclosa una de Moench, que va aparèixer en els primers vuit números de la sèrie el 1988, i va ser coprotagonistza de Moon Knight Special (1992). El 1997, un arc històric protagonitzat per Shang-Chi va aparèixer a Journey into Mystery nº 514-516, i tenia la intenció de conduir a una minisèrie per al personatge el 1998. El 2017, després de 34 anys, Shang-Chi va protagonitzar el nº 126 de Master of Kung Fu com a part del rellançament de Marvel Legacy, escrit per l'artista marcial mixt CM Punk i il·lustrat per Dalibor Talajic.
Tot i que va sortir de propietats amb llicència, Shang-Chi és un personatge de Marvel i s’ha consolidat fermament com a part de l'Univers Marvel amb aparicions de convidats en molts altres títols, com Marvel Team-Up, Marvel Knights i X-Men. La majoria dels personatges originals amb llicència del repartiment secundari han estat eliminats.
En algunes de les seves aparicions modernes, es fa esment del seu malvat pare en termes críptics o amb diversos noms nous, ja que Marvel ja no té els drets de Fu Manxú. A Secret Avengers nº 6-10 del 2010, l'escriptor Ed Brubaker va deixar oficialment de banda tot el tema a través d'una història on el Shadow Council ressuscita una versió zombificada de Fu Manchu, només per descobrir que "Fu Manchu" només era un àlies i que el pare de Shang-Chi el nom real era Zheng Zu, un antic bruixot xinès que va descobrir el secret de la immortalitat. De la mateixa manera, la mitja germana de Shang-Chi, Fah Lo Suee, va passar a anomenar-se Zheng Bao Yu a Fearless Defenders nº 8 del 2013, mentre que Smith i Petrie no han aparegut a cap propietat de Marvel des del final de la sèrie Master of Kung Fu el 1983. Al número 2 de Marvel Comics Presents es va esmentar que Smith s'havia retirat després de l'aparent mort de Fu.
Shang-Chi va tornar com a personatge principal al còmic de 2007 Heroes for Hire. Ell, juntament amb altres superherois asiàtics i asiàtics americans, es va convertir en un dels personatges principals de la sèrie Agents of Atlas de Greg Pak el 2019.
El 2015, Shang-Chi va protagonitzar el revival de Master of Kung Fu a la història de Secret Wars. Escrit per Haden Blackman i il·lustrat per Taljic, la sèrie de quatre números és una història inspirada en wuxia que té lloc al domini del Battleworld de K'un-Lun i centrat al voltant de Shang-Chi en la seva lluita per enderrocar al seu pare despòtic l'emperador Zheng Zu.
El 2020, Shang-Chi va protagonitzar una minisèrie autònoma de cinc números escrita per l’autor estatunidenc d'American Born Chinese Gene Luen Yang amb art de Dike Ruan i Philip Tan. Establert inicialment per a publicar-se el juny de 2020, el primer número es va retardar a setembre a causa de la pandèmia COVID-19. Shang-Chi va protagonitzar una nova sèrie regular per Yang i Ruan el 2021.

## Biografia de personatges de ficció

### Master of Kung Fu
Shang-Chi va néixer a la província d'Honan, República Popular de la Xina, i és fill de Fu Manchu. La seva mare era una dona americana blanca que el seu pare va seleccionar genèticament. Shang-Chi va ser entrenat des de la infància en arts marcials pel seu pare i els seus tutors. Creient que el seu pare era un humanitari benèvol, Shang-Chi va ser enviat a Londres a una missió per assassinar al doctor James Petrie, que el seu pare afirmava que era una amenaça per a la pau. Després d'assassinar Petrie, Shang-Chi es va trobar amb l'arxienemic de Fu Manchu, Sir Denis Nayland Smith, que va explicar a Shang-Chi la veritable naturalesa del seu pare. Després de veure a la seva mare a la ciutat de Nova York per descobrir la veritat, Shang-Chi es va adonar que Fu Manchu era malvat. Shang-Chi va escapar de la seu de Manhattan de Fu-Manchu, dient al seu pare que ara eren enemics i prometent posar fi als seus malvats esquemes.
Shang-Chi va lluitar posteriorment amb el seu germà adoptiu Midnight, que el seu pare va enviar per matar Shang-Chi per la seva defecció, i després es va troba amb l'ajudant de camp de Smith i l'agent del MI-6 Black Jack Tarr, enviat per Smith per agafar Shang-Chi. Després de diverses trobades i confiant els uns amb els altres, Shang-Chi es converteix en un aliat de Sir Denis Nayland Smith i MI-6. Juntament amb Smith, Tarr, els altres companys del MI-6, Clive Reston i Leiko Wu (el seu eventual interès amorós), i el reaparegut doctor Petrie, Shang-Chi realitza moltes aventures i missions, generalment frustrant els plans del seu pare per a la dominació mundial. Shang-Chi de tant en tant es troba amb la seva germanastra Fah Lo Suee, que lidera la seva pròpia facció de Si-Fan, però s'oposa als seus intents d'incloure'l en els seus propis plans per usurpar l'imperi criminal del seu pare.
Amb Smith, Tarr, Reston, Wu i Petrie, Shang-Chi forma Freelance Restorations, Ltd, una agència d’espionatge independent amb seu al castell de Stormhaven, Escòcia. Després de moltes escaramusses i batalles, Shang-Chi és testimoni de l'aparent mort de Fu Manchu. Poc després, un Shang-Chi mortalment culpable abandona Freelance Restorations, talla els lligams amb els seus antics aliats, abandona la seva vida d’aventurer i es retira a un poblet del llunyà Yang-Tin, a la Xina, per viure com a pescador.

### Retorn
Temps després, Shang-Chi torna de la Xina i es reuneix amb Tarr, Reston i Wu. Lluiten contra el grup terrorista d'Argus que té com a objectiu fer que els Estats Units actuïn amb més agressivitat contra tots els terroristes. Argus ha torturat a Wu, tallant-li la mà. Shang-Chi i els altres rescaten Wu, però Shang-Chi absorbeix una dosi d’un verí d’acció lenta. El cura l'elixir vitae de Fu Manchu.
Després que es reveli que el seu pare encara és viu, Shang-Chi ajuda els seus vells aliats, que s’han reunit amb el MI-6, contra Fu Manchu i el seu mig germà Moving Shadow. La missió té com a resultat l'arma de foc Hellfire del seu pare i la mort de Moving Shadow a mans de Fu pel seu fracàs en matar Shang-Chi.
A Secret Avengers, Steve Rogers fa un seguiment de Shang-Chi per ajudar a desfer el Shadow Council, que ha ressuscitat parcialment el pare de Shang-Chi i ha emprat l’Hai-Dai, un escamot d’assassins, per caçar Shang-Chi. Beast revela a Shang-Chi i els Vengadors secrets que Fu Manchu és realment un antic bruixot anomenat Zheng Zu. Quan Shang-Chi i Rogers es reuneixen amb John Steele i el Shadow Council per intercanviar presoners, Rogers és superat per Steele i Shang-Chi és capturat. Mentre Zheng Zu es prepara per sacrificar Shang-Chi per completar la seva resurrecció, els Vengadors i el Moon Knight cauen sobre ell i el Shadow Council. El Prince of Orphans (príncep dels orfes) interromp el ritual, provocant la mort de Zheng Zu i el rescat de Shang-Chi. Posteriorment, Shang-Chi s’uneix als Vengadors secrets però deixa l'equip després de la derrota d'Arnim Zola 4.2.3.
Durant el rellançament Marvel NOW!, Shang-Chi s'uneix als Vengadors després de ser reclutat pel Capità Amèrica i Iron Man.
Shang-Chi s'uneix a diversos altres superherois asiàtics americans (Hulk (Amadeus Cho), Silk, Ms. Marvel, Jimmy Woo i l'agent de S.H.I.E.L.D. Jake Oh) per a una recaptació de fons a Flushing, Queens. Més tard, mentre el grup passa la nit a Koreatown, Manhattan, són emboscats per l'estranger regent Phalkan i el seu petit exèrcit de Seknarf Seven. Shang-Chi i els seus aliats lluiten breument contra els invasors abans que ells i un gran grup de transeünts siguin teletransportats a prop de Seknarf Seven, on Phalkan exigeix al grup que ofereixi a algunes persones menjar dins d’un termini limitat. Anomenant el seu grup "The Protectors" (els Protectors), Woo reuneix el grup i els espectadors per treballar junts per escapar, mentre Shang-Chi lidera un atac amb Silk i Ms. Marvel. El grup finalment pot alliberar-se i derrotar a Phalkan i les seves forces amb l'ajut dels espectadors. Arriba el Programa Espacial Alpha Flight per rescatar el grup els transeünts i detenir a Phalkan, que Sasquatch revela que estava exiliat de Seknarf Seven per traïció.

## Poders i habilitats
Tot i que mai no s’ha determinat amb exactitud l'extensió de les habilitats de lluita de Shang-Chi, ha batut a nombrosos adversaris sobrehumans. Shang-Chi és classificat com a atleta però és un dels millors no superhumans en arts marcials i ha dedicat gran part de la seva vida a l’art, sent considerat per alguns com el millor lluitador sense armes i practicant de kung fu viu, fins i tot el deu Ares el reconeix com un dels pocs mortals que pot aguantar contra un déu sense l'ús de màgia. Moltes de les seves capacitats físiques semblen derivar del seu domini del chi, que sovint li permet superar les limitacions físiques dels atletes normals. També ha demostrat la seva capacitat per esquivar i atrapar bales de metralladores i rifles de franctiradors, i és capaç de desviar els trets amb els seus braçalets. Shang-Chi també està altament entrenat en les arts de la concentració i la meditació i és expert en diverses armes manuals, incloses espases, bastons, pals de kali, nunchaku i shuriken.
A causa de les seves habilitats en arts marcials, Shang-Chi és un professor molt buscat i ha tutoritzat a molts personatges en kung fu i en combat cos a cos. Alguns dels estudiants i companys de combat més destacats de Shang-Chi han inclòs Captain America, Spider-Man, i Wolverine.
També està molt en sintonia amb el chi emès per tots els éssers vius, fins al punt que va ser capaç de detectar a Jean Grey emmascarada psionicament en sentir-ne l'energia.
Durant la seva etapa amb els Vengadors, Shang-Chi va rebre un equip especial per part de Tony Stark, incloent un parell de polseres que li permetien enfocar el seu chi de manera que augmentés la seva força i un parell de nunchaku amb poder repulsor.
Originalment sense superpoders, Shang-Chi ha obtingut temporalment superpotències en diverses ocasions. Durant els esdeveniments de Spider-Island, va tenir breument els mateixos poders i habilitats que Spider-Man després de ser infectat per l'Spider-Virus. Després de transformar-se en una aranya gegant, va ser curat de la seva infecció pel chi d'Iron Fist, tot i que a costa que perdés els seus poders d'aranya. A Avengers World, Shang-Chi va utilitzar breument les partícules Pym per arribar a tenir una mida immensa. Després de l'exposició a la radiació còsmica de les incursions, Shang-Chi va ser capaç de crear un nombre il·limitat de duplicats d'ell mateix.

## En altres mitjans

### Llibres
- El 2021, Michael Chen va escriure un Little Golden Book sobre Shang-Chi:[48]
- World of Reading: This is Shang-Chi. Publicat per Disney Book Publishing Inc., 2021.ISBN 1-36806-997-5

### Pel·lícula

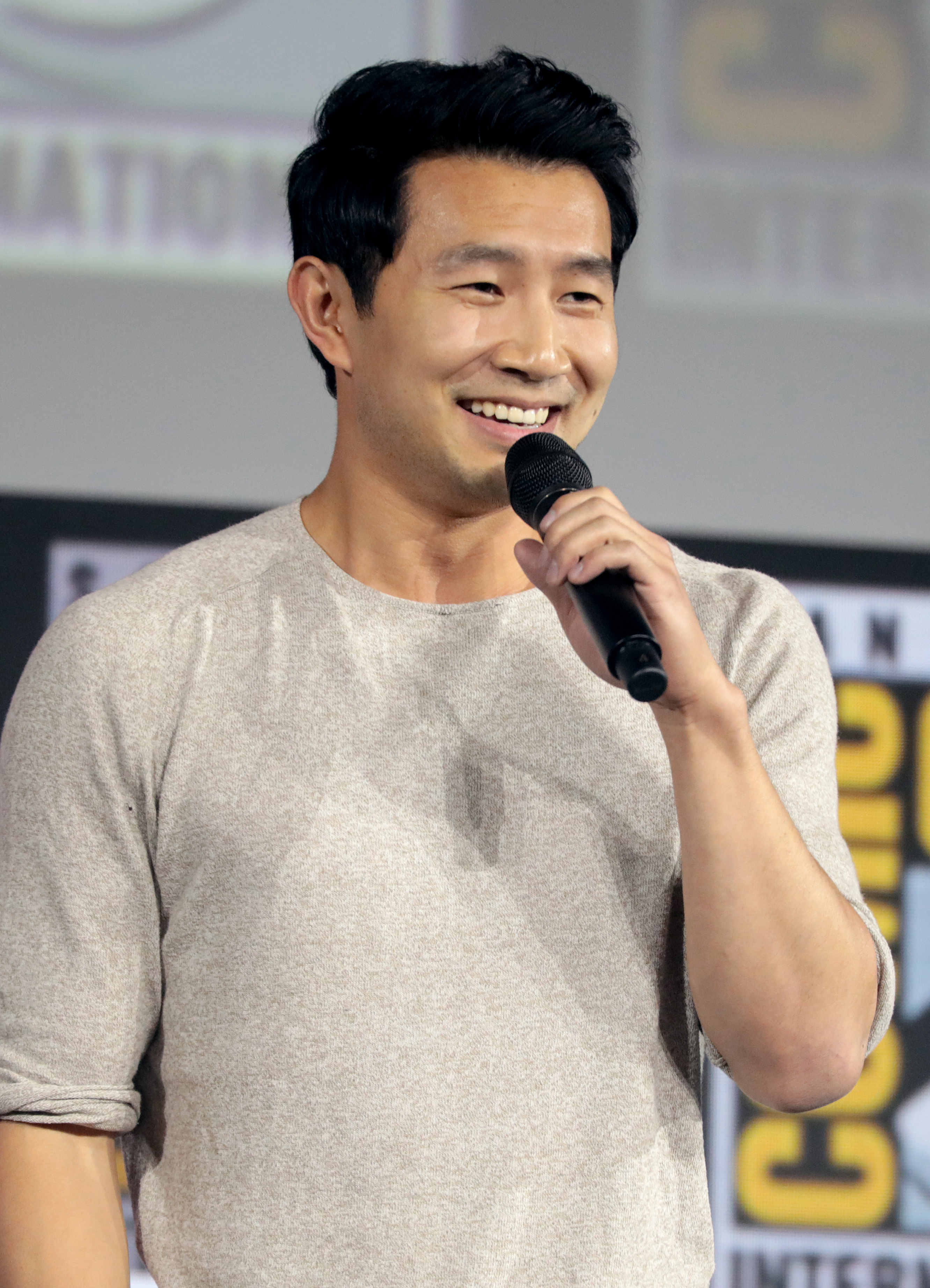
Simu Liu promocionant Shang-Chi and the Legend of the Ten Rings a la Comic-Con 2019

- Segons Margaret Loesch, ex-presidenta i consellera delegada de Marvel Productions, als anys vuitanta Stan Lee va considerar Brandon Lee pel paper de Shang-Chi i es va reunir amb l'actor i la seva mare Linda Lee per discutir una possible pel·lícula o sèrie de televisió protagonitzada pel personatge.[49] El 2001, Stephen Norrington va anunciar les seves intencions de dirigir una pel·lícula de Shang-Chi titulada The Hands of Shang-Chi.[50] El 2003, la pel·lícula estava en desenvolupament a DreamWorks Pictures amb Yuen Woo-Ping substituint Norrington com a director i Bruce C. McKenna contractat per escriure el guió.[51] Ang Lee es va unir al projecte com a productor el 2004, però la pel·lícula no es va materialitzar i els drets sobre el personatge van tornar a Marvel.[52] El 2006, Shang-Chi va ser escollida com una de les moltes propietats del nou acord cinematogràfic de Marvel Studios amb Paramount Pictures, juntament amb Captain America, Nick Fury, Doctor Strange, Hawkeye, Power Pack, Black Panther i Cloak and Dagger.[53]
- El desembre de 2018, Marvel Studios va contractar David Callaham per escriure el guió d’una pel·lícula de Shang-Chi ambientada al Marvel Cinematic Universe.[54][55][56] Al març de 2019, Destin Daniel Cretton va ser contractat per dirigir-la.[57] Guntis Sics, el mesclador de so de Thor: Ragnarok, va revelar en una entrevista que el rodatge tindria lloc a Austràlia.[58] A la Convenció Internacional de Còmics de San Diego de 2019, Simu Liu va ser anunciat pel paper del personatge a la pel·lícula Shang-Chi and the Legend of the Ten Rings.[59] Originalment prevista per al llançament del febrer del 2021, la data d’estrena de la pel·lícula es va traslladar al maig a causa de la suspensió de la producció per la pandèmia COVID-19.[60] La pel·lícula s'estrena el 3 de setembre de 2021.[61]

### Videojocs
- Shang-Chi apareix com un personatge jugable desbloquejable a Marvel Future Fight.[62]
- Shang-Chi apareix com a personatge jugable a Marvel Duel.[63]
- Shang-Chi apareix com a personatge jugable al Marvel Contest of Champions.[64][65]
- Shang-Chi apareix com a personatge jugable a Marvel Strike Force.[66]
- Shang-Chi apareix com a personatge jugable a <i id="mwAzI">Marvel Puzzle Quest</i>.[67]

## Edicions recopilatòries
- Shang-Chi: Master of Kung Fu (recull Shang-Chi: Master of Kung Fu # 1-6), 144 pàgines, maig 2003, ISBN 978-0785111245
- Deadly Hands of Kung Fu: Out of the Past (recull Deadly Hands of Kung Fu (vol. 2) # 1-4 i The Deadly Hands of Kung Fu # 1, 32-33), 160 pàgines, 4 de novembre de 2014, ISBN 978-0785190783
- Master of Kung Fu: Battleworld (recull Master of Kung Fu (vol. 2) # 1-4 i Ronin # 2), 112 pàgines, gener de 2016, ISBN 978-0785198796
- Shang-Chi: Master of Kung Fu Omnibus
  - Vol. 1 recull Edició Especial Marvel # 15-16, Master of Kung Fu # 17-37, Giant-Size Master of Kung Fu # 1-4, Giant Size Spider-Man # 2 i material d'Iron Man Annual # 4, 696 pàgines, 14 de juny de 2016, ISBN 978-1302901295
  - Vol. 2 recull Master of Kung Fu núm. 38-70 i el Master of Kung Fu Annual # 1, 664 pàgines, el 20 de setembre de 2016, ISBN 978-1302901301
  - Vol. 3 recopila Master of Kung Fu núm. 71–101 i What If? # 16, 696 pàgines, 14 de març de 2017, ISBN 978-1302901318
  - Vol. 4 recopila Master of Kung Fu núm. 102-125, Marvel Comics Presents # 1-8 i Mestre of Kung Fu: Bleeding Black #1, 748 pàgines, el 17 d'octubre de 2017, ISBN 978-1302901325
- Deadly Hands of Kung Fu Omnibus
  - Vol. 1 recull The Deadly Hands of Kung Fu # 1–18, The Deadly Hands of Kung Fu Special Album Edition i The Deadliest Heroes of Kung Fu, 1.152 pàgines, el 15 de novembre de 2016, ISBN 978-1302901332
  - Vol. 2 recull The Deadly Hands of Kung Fu # 19–33 i material de Bizarre Adventures # 25, 1.000 pàgines, 20 de juny de 2017 ISBN 978-1302901349
- Epic Collection
  - Master of Kung Fu Epic Collection: Weapon of the Soul recopila Special Marvel Edition nº 15–16, Master of Kung Fu nº 17–28, Giant-size Master of Kung Fu nº 1–4, Giant-size Spider-Man nº 2 i Iron Man Annual nº 4, 480, 14 de març de 2018 ISBN 978-1302901356
  - Master of Kung Fu Epic Collection: Fight Without Pity recull Master of Kung Fu nº 29-53; Master of Kung Fu Annual nº 1, 26 de juny de 2019 ISBN 978-1302901363
  - Master of Kung Fu Epic Collection: Traitors to the Crown recopila Master of Kung Fu nº 54–79, 10 de novembre de 2020 ISBN 978-1302901370
- Shang-Chi de Gene Luen Yang
  - Brothers and Sisters recull Shang-Chi (vol. 1) # 1–5, 13 d’abril de 2021 ISBN 9781302924850